# Comté de Pierce (Dakota du Nord)
Pour les articles homonymes, voir Pierce et Comté de Pierce.
Le comté de Pierce est un comté du Dakota du Nord, aux États-Unis. Son siège est Rugby.

## Démographie
| 1890 | 1900  | 1910  | 1920  | 1930  | 1940  |
| ---- | ----- | ----- | ----- | ----- | ----- |
| 905  | 4 765 | 9 740 | 9 283 | 9 074 | 9 208 |

| 1950  | 1960  | 1970  | 1980  | 1990  | 2000  |
| ----- | ----- | ----- | ----- | ----- | ----- |
| 8 326 | 7 394 | 6 323 | 6 166 | 5 052 | 4 675 |

| 2010  | - | - | - | - | - |
| ----- | - | - | - | - | - |
| 4 357 | - | - | - | - | - |